# Parasmittina santacruzana
Parasmittina santacruzana is een mosdiertjessoort uit de familie van de Smittinidae. De wetenschappelijke naam van de soort is voor het eerst geldig gepubliceerd in 2002 door Soule & Soule.